# Gundioco
Gundioco, oppure Gunderico, ma anche Gondioc, Gandiaco, e Gundowech (... – 473 circa), è stato un condottiero germanico re dei Burgundi.

## Biografia
Secondo la Lex Gundobada, il nonno del re burgundo Gundobado sarebbe stato Gundicaro, che dunque sarebbe il padre di Gundioco. Secondo Gregorio di Tours, Gundioco apparteneva alla famiglia di Atanarico, re dei Visigoti; una discendenza maschile è improbabile, dunque lo storico Sécretan propose di riconciliare le due informazioni ipotizzando che avesse sposato la sorella di Ricimero.
Successe al padre Gundecario nel 436 e regnò sui Burgundi assieme al fratello, Chilperico I e fu alleato dei Visigoti.
Durante il regno di Gundioco, tra il 443 e il 447, Ezio installò i Burgundi nella Sapaudia o Sabaudia (bacino dell'alto Rodano). In quanto foederati, i Burgundi combatterono per l'Impero contro gli Unni di Attila.
Nel 453 seguì il re visigoto Teodorico II nella sua campagna contro il re svevo Rechiaro, ottenendo in cambio l'espansione dei territori burgundi nella valle del Rodano.
Nel 456, alla morte dell'imperatore di origine gallica Avito, i Burgundi approfittarono della debolezza imperiale per espandersi verso sud, giungendo persino a prendere Lione, che aprì le porte agli invasori. Il nuovo imperatore Maggioriano, eletto il 1º aprile 457, mosse contro i Burgundi e i Visigoti di Teodorico II, che non ne avevano riconosciuto l'elezione, e li sconfisse, riprendendo Lione. Dopo aver battuto Teodorico II, ad Arles Maggioriano, nel 459, impose la pace a Visigoti e Burgundi.
L'imperatore Libio Severo, successore di Maggioriano e fantoccio del generale goto Ricimero (probabilmente cognato di Gundioco), riconobbe ai Burgundi lo status di foederati, accettandone anche l'espansione verso sud, oltre la valle della Drôme sino a raggiungere la valle della Durance; tra il 461 ed il 465, Gundioco ebbe persino il rango di magister militum dell'Impero romano d'Occidente. Nel 463, infatti è citato in una lettera di papa Ilario: si trova a Vienne e ha ricevuto il titolo di magister militum dell'Impero romano d'Occidente, Ricimero; è possibile che il titolo sia stato conferito per aver impedito ad Egidio, magister militum dell'imperatore Maggioriano, di marciare sull'Italia all'assassinio del suo sovrano per mano di Ricimero e all'elevazione di Libio Severo (461).
Nel 471 e 472, Gundioco fu alleato dell'impero romano nel difendere Clermont dai Visigoti.
Alla sua morte, nel 473 circa, il regno venne diviso tra i suoi figli, Gundobado, Chilperico, Gundomaro e Godegiselo, che affiancarono lo zio, Chilperico I, nel governo del regno.

## Discendenti
Gundioco ebbe quattro figli:
- Gundobado (? - 516), re dei Burgundi
- Chilperico (ca. 443 - 486), re dei Burgundi
- Gundomaro (? - 486), re dei Burgundi
- Godegiselo (ca. 443 - 500), re dei Burgundi.